# Xã Polk Centre, Quận Pennington, Minnesota
Xã Polk Centre (tiếng Anh: Polk Centre Township) là một xã thuộc quận Pennington, tiểu bang Minnesota, Hoa Kỳ. Năm 2010, dân số của xã này là 87 người.